# Lechosław Herz
Lechosław Herz (ur. 19 czerwca 1935 w Krakowie) – polski aktor i krajoznawca.

## Życiorys
W 1958 ukończył Państwową Wyższą Szkołę Teatralną w Łodzi, gdzie studiował m.in. u Jadwigi Chojnackiej, Bohdany Majdy, Jerzego Antczaka, Emila Chaberskiego, Romana Sykały. Znany jest z teatralnych ról drugoplanowych i z użyczania głosu bohaterom filmów zagranicznych.
Od 1958 r. aktor scen warszawskich, m.in. Teatru Klasycznego i Teatru Dramatycznego. Związany był również z Teatrem Polskiego Radia, wystąpił w kilku filmach, m.in. Rzeczywistość (1960), La Belle Varsovie (1994) oraz w serialach telewizyjnych (Przyjaciele (1979), Zmiennicy (1986), 13 posterunek (1997), Dom (1997), Wszystkie pieniądze świata (1999), Pensjonat pod Różą (2004–2005).
Lechosław Herz należy do zasłużonych polskich krajoznawców. Jeden z najlepszych znawców Mazowsza, przyrodnik i regionalista, turysta i taternik, podróżnik, działacz społeczny, fotografik, popularyzator zagadnień przyrodniczych, krajoznawczych i turystycznych, publicysta.
Wieloletni członek Rady Naukowej Kampinoskiego Parku Narodowego. Członek Regionalnej (a przedtem: Wojewódzkiej) Rady Ochrony Przyrody. Autor opracowania dot. zagadnień turystycznych w ramach planu ochrony Kampinoskiego Parku Narodowego oraz planu ochrony Chojnowskiego Parku Krajobrazowego. Inicjator powołania Nadbużańskiego Parku Krajobrazowego i współautor projektu tego Parku. Wnioskodawca utworzenia kilkunastu rezerwatów przyrody na Mazowszu (m.in. Czaplowizna, Jegiel, Las Skulski, Szerokie Bagno, Wymięklizna, Źródła Borówki). Od 1965 roku zaprojektował ok. 2000 km szlaków znakowanych dla turystyki pieszej na terenach Parków Narodowych: Kampinoskiego i Wigierskiego oraz Parków Krajobrazowych: Bolimowskiego, Chojnowskiego, Mazowieckiego, Nadbużańskiego oraz w innych fragmentach i regionach Mazowsza.
Lechosław Herz jest autorem kilkuset artykułów i esejów na tematy związane z przyrodą, zabytkami architektury i sztuki oraz szeroko pojętym krajoznawstwem, jest również współautorem wielu map turystycznych, autorem kilkudziesięciu folderów i przewodników po Ziemi Augustowskiej i Suwalskiej, Mazurach, Tatrach i Podtatrzu oraz Mazowszu. Autor tomu esejów i opowiadań krajoznawczych „Wardęga. Opowieści z pobocza drogi” (2010), po części o charakterze autobiograficznym; książka zdobyła Nagrodę Magellana jako najlepsza książka podróżnicza roku 2011. Autor opracowań tekstowych do kilku albumów fotograficznych o Polsce. Swoje fotogramy prezentował na wystawach m.in. w Muzeum Ziemi PAN w Warszawie (2006). Wyróżniony nagrodą Magellana „za kolekcjonowanie piękna polskiego krajobrazu, rozbudzanie wrażliwości i zachęcanie do pielęgnowania w sobie uważności” (2018).
Za popularyzację wiedzy przyrodniczej i turystyki na terenach prawnie chronionych odznaczony Medalem Мazowieckiej Niezapominajki przyznanej w 2005 r. Oznaczony również Krzyżem Oficerskim Orderu Odrodzenia Polski (2011), Złotym Krzyżem Zasługi, odznakami Zasłużony Działacz Kultury i Zasłużony Działacz Turystyki, Za Zasługi dla Ochrony Środowiska i Gospodarki Wodnej (przyznana przez Ministra Środowiska), Złotą Odznaką PTTK, honorową odznaką „Miłośnik Puszczy Kampinoskiej”.

## Role teatralne
- Carlo Goldoni „Sprytna wdówka” (Arlekin), Teatr Powszechny w Łodzi, reż. Hanna Małkowska, 1958.
- Maksim Gorki „Mieszczanie” (Szyszkin), Teatr Powszechny Łódź, reż. Emil Chaberski, 1958.
- Jerzy Szaniawski „Dwa Teatry” (Montek) Teatr Powszechny w Łodzi, reż. Kazimierz Brodzikowski, 1957.
- Friedrich Dürrenmatt „Wizyta starszej pani” (Syn Illa; w obsadzie od 1963). Teatr Dramatyczny m.stoł.Warszawy, reż. Ludwik René, 1958.
- Maria Konopnicka „O krasnoludkach i o sierotce Marysi” (Modraczek) Teatr Klasyczny w Warszawie, reż. Jan Marcin Szancer, 1959.
- W.Żółkiewska, H.Skrobiszewska „Złote ręce” (Jasiek) Teatr Klasyczny w Warszawie, reż. Stanisław Bugajski,1960.
- Kornel Makuszyński „Szatan z VII klasy” (Kazik Kaczanowski),Teatr Klasyczny (Teatr Rozmaitości) Warszawa reż. Irena Grywińska, 1960
- Marta Gergely „Sto dni małżeństwa” (Tolek). Teatr Klasyczny (Teatr Rozmaitości) Warszawa, reż. Irena Grywińska, 1961.
- Aleksander Chmielik „Mój przyjaciel Kola” (Jura Ustinow), Teatr Klasyczny (Teatr Rozmaitości), reż. Jadwiga Chojnacka, 1961.
- Eugeniusz Szwarc „Smok” (Kot), Teatr Klasyczny (Teatr Rozmaitości) reż. Jerzy Szeski, 1962.
- William Shakespeare „Hamlet” (Francisko), Teatr Dramatycznym.stoł.Warszawy, reż. Gustaw Holoubek, 1962.
- Bertolt Brecht „Wizje Simony Machard” (Robert), Teatr Dramatyczny m.stoł.Warszawy, reż. Ludwik René, 1963.
- Friedrich Dürrenmatt „Fizycy” (Wilfryd Gaspar), Teatr Dramatyczny m.stoł Warszawy, reż.Ludwik René, 1963.
- Tadeusz Breza „Urząd” (Ksiądz z Lazaretto), Teatr Dramatyczny m.stoł.Warszawy, reż. Władysław Krzemiński, 1965.
- Michel de Ghelderode „Wędrówka mistrza Kościeja” (Rufiak), Teatr Dramatyczny m.stoł.Warszawy, reż.Ludwik René, 1965.
- Sean O’Casey „Czerwone róże dla mnie” (Mulcanny, młody człowiek dla którego nic nie jest święte) Teatr Dramatyczny m.stoł.Warszawy reż. Aleksander Bardini, 1964.
- Stanisław Wyspiański „Kroniki królewskie” (Florian Zebrzydowski), Teatr Dramatyczny m.stoł.Warszawy rez. Ludwik René, 1968.
- Erskine Caldwell „Jenny” (Weasey Goodville), Teatr Dramatyczny m.stoł.Warszawy, reż. Witold Skaruch, 1968:.
- Jan Kasprowicz „Marchołt gruby a sprośny” (Faun), Teatr Dramatyczny m.stoł.Warszawy, reż. Ludwik René, 1970
- Jan Kochanowski „Odprawa posłów greckich” (Eneasz), Teatr Dramatyczny m.stoł.Warszawy, reż. Ludwik René, 1974
- Witold Gombrowicz „Iwona, księżniczka Burgunda” (Żebrak), Teatr Dramatyczny m.stoł.Warszawy, reż. Ludwik René, 1975.
- Aleksander Kopkow „Słoń” (Paszka) Teatr Dramatyczny m.stoł.Warszawy, reż. Witold Skaruch, 1976.
- Jan Nepomucen Kamiński „Zabobon czyli Krakowiacy i górale” (Kwicołap) Teatr Dramatyczny m.stoł.Warszawy, rez. Ludwik René, 1977.
- Stanisław Wyspiański „Noc listopadowa” (Satyr), Teatr Dramatyczny m.stoł.Warszawy, reż. Maciej Prus, 1978
- Gabor Thurzo „Wybrany” (Doktor Prikopy), Teatr Dramatyczny m.stoł.Warszawy, reż. Janusz Zaorski, 1978.
- William Shakespeare „Hamlet” (Bernardo), Teatr Dramatyczny m.stoł.Warszawy, reż. Gustaw Holoubek, 1979.
- Pierre Beaumarchais „Wesele Figara” (Swędziłapa), Teatr Dramatyczny m.stoł.Warszawy, reż. Witold Skaruch, 1983.
- George Bernard Shaw „Święta Joanna” (La Tremouille), Teatr Dramatyczny m.stoł.Warszawy, reż. Waldemar Śmigasiewicz, 1984.
- Voltaire „Kandyd” (Brat Kunegundy), Teatr Dramatyczny m.stoł.Warszawy, reż. Krzysztof Orzechowski, 1985.
- Oldrich Danek „A jednak powrócę..” (Gracyan), Teatr Dramatyczny m.stoł.Warszawy, reż. Krzysztof Orzechowski, 1986.
- Tadeusz Słobodzianek „Car Mikołaj” (Chlebcewicz), Teatr Dramatyczny m.stoł.Warszawy, reż. Maciej Prus, 1988
- Jacek Stanisław Buras „Gwiazda za murem” (Larkin), Teatr Dramatyczny m.stoł.Warszawy, reż. Jan Szurmiej, 1988
- Zygmunt Krasiński „Nie-Boska komedia” (Jakub), Teatr Dramatyczny m.stoł.Warszawy, reż. Maciej Prus,1991.

## Pozycje wydawnicze
- „Rejon Tatr. Obszar konwencji turystycznej w CSRS”. Wyd.Sport i Turystyka W-wa, 1962
- „Przewodnik po Puszczy Kampinoskiej”. Wyd.Sport i Turystyka; wyd. I: 1971, wyd. II: 1980, wyd. III: 1990.
- „Podwarszawskie szlaki piesze”. Wyd.Sport i turystyka W-wa, 1976..18 voluminów: (1) „Kampinos i Kampinoski Park Narodowy”, (2) „Pruszków i okolice”, (3) „Grodzisk Maz. i okolice”, (4) „Żyrardów i Puszcza Wiskicka”, (5) „Bolimów i Puszcza Bolimowska”, (6) „Grójec i okolice”, (7) „Piaseczno i okolice”, (8) „Warka i Okolice”, (9) „Otwock i okolice”, (10) „Kołbiel i okolice”, (11) „Czarci Dół i okolice”, (12) „Wilga – lasy Garwolińskie”, (13)„Maciejowice i okolice”, (14) „Mienia-Mrozy-Lasy Mieńskie”, (15) „Węgrów i okolice”, (16) „Kamieńczyk i Puszcza Kamieniecka”, (17) „Pułtusk – Puszcza Biała (część zachodnia)„, (18) „Nowy Dwór Mazowiecki i okolice”.
- „Puszcza Augustowska. Szlaki turystyczne” (seria: Na szlaku). Zakład Wydawniczo propagandowy PTTK. 1970
- „Pojezierze Suwalskie. Szlaki turystyczne” (seria: Na szlaku). Wydawnictwo PTTK „Kraj”, 1983..
- „Puszcza Piska. szlaki turystyczne” (seria: Na szlaku). Wyd. PTTK „Kraj”, 1984..
- „66 wycieczek pieszych w okolice Warszawy”, Wydawnictwo PTTK „Kraj”, 1990, ISBN 83-7005-282-7.
- „Przewodnik po okolicach Warszawy. Znakowane szlaki turystyczne okolicy podstołecznej.” Wyd. Rewasz, Pruszków. Wyd. I: 1995, wyd. II: 1998
- „Mazowsze” [przewodnik z cyklu „Wędrówki po Polsce”; tekst + fot.]. Wyd.Wiedza i życie, Warszawa; wyd. I: 2000, wyd. II: 2005
- „Tatry i Podtatrze” [przewodnik z cyklu „Wędrówki po Polsce”; tekst + fot.]. Wyd. Wiedza i życie, Warszawa 2001
- „Wędrówki mazowieckie 1. Przewodnik dla dociekliwych”. Wyd.Rewasz, Pruszków 2001.
- „Puszcza Kampinoska. Przewodnik”. Wyd.Rewasz. Pruszków Wyd. I:2002, wyd. II:2006, wyd. III:2012, wyd. IV:2017, wyd.V 2022..
- „Mazowsze” [oraz wyd.anglojęzyczne].[albumik fotograficzny] (fotografie: Christian Parma, tekst Lechosław Herz). Wyd.Parma-Press Marki 2003
- „Puszcza Kamieniecka i Biała. Przewodnik dla dociekliwych.” Wyd.Rewasz. Pruszków 2005.
- „Mazowsze” [oraz wyd. anglojęzyczne].[album fotograficzny] (fotografie: Christian Parma, tekst Lechosław Herz). Wyd.Parma-Press Marki 2005
- „Polskie pejzaże”. [album fotograficzny] (fotografie: Christian Parma, tekst Lechosław Herz). Wyd.Parma-Press Marki 2005
- „Chojnowski Park Krajobrazowy”, Wyd.Rewasz, 2007.
- „Polska. Ziemia w światłach i cieniach” [oraz wyd.w j.niemieckim i j.francuskim].[album fotograficzny] (fotografie różnych autorów), tekst Lechosław Herz.. Wyd.Mazowsze Warszawa 2009
- „Polska w panoramach”. [album fotograficzny] Christian Parma zdjęcia, Lechosław Herz tekst. Wyd. Parma-Press, Marki 2010.
- „Landscapes/Krajobrazy”..[album fotograficzny] zdjęcia: Christian Parma, tekst: Lechosław Herz. Wyd. Parma-Press, Marki 2010
- „Wardęga. Opowieści z pobocza drogi”, Wydawnictwo Iskry Warszawa 2010.
- „Bolimowski Park Krajobrazowy”. Wydawnictwo Rewasz, Pruszków 2011.
- „Klangor i fanfary. Opowieści z Mazowsza”, Wydawnictwo Iskry Warszawa 2012.
- „Podróże po Mazowszu”, Wydawnictwo Iskry Warszawa 2016.
- „Świsty i pomruki. Sceny tatrzańskie”, Wydawnictwo Czarne Wołowiec 2017
- "Pod ożywczym drzew cieniem... Na podwarszawskim Mazowszu". Iskry 2017
- „Polska. Najpiękniejsze pejzaże” [album fotograficzny] zdjęcia Christian Parma, tekst Lechosław Herz. Wyd.Parma press 2018
- „Igrzec. Opowieści mocno osobiste”, Iskry 2021.
- "Puszcza. Opowieści kampinoskie". Iskry 2022